# رایشس‌کومیساریات اوکراین
رایخس‌کومیساریات اوکراین (به آلمانی: Reichskommissariat Ukraine) رژیم اشغال مدنی (رایخس‌کومیساریات) بود که توسط آلمان نازی برای اداره بیشتر مناطق اشغالی اوکراین (شامل مناطق مجاور از بلاروس امروزین و جمهوری دوم لهستان پیش از جنگ) در جریان جنگ جهانی دوم بر پا شده بود. این تشکیلات توسط وزارت رایش برای سرزمین‌های اشغالی شرقی به ریاست آلفرد روزنبرگ اداره می‌شد. میان سپتامبر ۱۹۴۱ و اوت ۱۹۴۴، اریش کخ با عنوان رایخس‌کومیسار به اداره آن می‌پرداخت. وظایف تشکیلات شامل آرام نگاه داشتن منطقه و بهره‌کشی از منابع و مردم آن به سود آلمان بودند. آدولف هیتلر در ۱۷ ژوئیه ۱۹۴۱ با صدور یک «فرمان پیشوا» اقدام به تعریف اداره این تشکیلات تازه برای مناطق اشغالی شرقی کرد.
پیش از حمله آلمان، اوکراین یکی از جمهوری‌های تشکیل دهنده اتحاد جماهیر شوروی بود که در آن اوکراینی‌ها به همراه اقلیت‌های روسی، لهستانی، یهودی، بلاروسی، آلمانی، مردم کولی و تاتارهای کریمه زندگی می‌کردند. این مسئله از جمله موضوعات اصلی برنامه‌ریزی بلندمدت نازی‌ها برای گسترش دولت آلمان پس از جنگ بود. اشغال اوکراین توسط نازی‌ها به زندگی میلیون‌ها غیرنظامی در جریان هولوکاست و دیگر کشتارهای دسته‌جمعی نازی‌ها پایان داد: تخمین زده می‌شود که ۹۰۰٬۰۰۰ تا ۱٫۶ میلیون یهودی و سه تا چهار میلیون اوکراینی غیر یهودی در جریان هولوکاست در اوکراین کشته شده باشند. منابع دیگر تخمین می‌زنند که ۵٫۲ میلیون غیرنظامی اوکراینی (از همه گروه‌های قومی) به دلیل جنایات علیه بشریت، بیماری‌های مربوط به جنگ و قحطی از میان رفته باشند؛ عددی بالغ بر ۱۲ درصد از جمعیت آن هنگام اوکراین.